# Trinity Broadcasting Network
El Trinity Broadcasting Network (TBN) es una organización internacional cristiana poseedora de la mayor red de televisión religiosa del mundo. TBN tenía su sede en Costa Mesa, California, hasta el 3 de marzo de 2017, cuando vendió su parque de oficinas altamente visible, Trinity Christian City. La emisora conservó sus estudios en la cercana Tustin. Las instalaciones de los estudios auxiliares se encuentran en Irving (Texas), Hendersonville (Tennessee), Gadsden (Alabama), Decatur (Georgia), Miami y Orlando (Florida), de Tulsa (Oklahoma) y la ciudad de Nueva York. TBN se ha caracterizado por transmitir programas organizados por un grupo diverso de ministerios de denominaciones evangélicas, protestantes y católicas tradicionales, organizaciones benéficas sin fines de lucro, personalidades de los medios judíos mesiánicos y cristianos.  TBN también ofrece una amplia gama de programación original y películas religiosas de varios distribuidores.
TBN posee y opera seis redes de transmisión, cada una de las cuales alcanza datos demográficos separados. Además de la red principal de TBN, TBN es propietaria de Hillsong Channel, Smile, Enlace TBN USA, TBN Salsa y Positiv. También posee varias otras redes religiosas fuera de los Estados Unidos, incluidas las versiones internacionales de sus cinco redes estadounidenses. Matt Crouch es actualmente el presidente y jefe de operaciones de TBN.

## Historia
Trinity Broadcasting Network fue cofundada en 1973 por Paul Crouch, un ministro de las Asambleas de Dios, y su esposa Jan Crouch. TBN comenzó sus actividades de transmisión alquilando tiempo en la estación independiente KBSA (ahora estación de propiedad y operación de UniMás KFTR -DT) en Ontario, California. Después de que se vendió esa estación, comenzó a comprar dos horas diarias de tiempo de programación en KLXA-TV en Fontana, California, a principios de 1974. Esa estación se puso a la venta poco después. Paul Crouch luego hizo una oferta para comprar la estación por $ 1'000.000 y recaudó $ 100,000 para un pago inicial. Después de muchas luchas, los Crouches lograron aumentar el pago inicial y se hicieron cargo de la estación, y la estación se convirtió en KTBN-TV en 1977 y su ciudad de licencia fue reasignada a la base original de TBN, Santa Ana, en 1983.
Inicialmente, la estación transmitía programas cristianos durante aproximadamente seis horas al día, expandiendo su programación a 12 horas al día en 1975, y comenzó a vender tiempo a otras organizaciones cristianas para complementar su programación local. La estación finalmente instituyó un horario de 24 horas en 1978.
La incipiente red fue tan débil en sus primeros días, que, según Crouch en su autobiografía, ¡Hola mundo!, casi se arruina después de solo dos días en el aire. TBN comenzó la distribución nacional a través de proveedores de televisión por cable en 1978. El ministerio, que se conoció como Trinity Broadcasting Network, obtuvo distribución nacional a través de comunicaciones por satélite en 1982. La red fue miembro de la Asociación Nacional de Radiodifusores Religiosos hasta 1990.
En 1977, el ministerio compró KPAZ-TV en Phoenix, Arizona, convirtiéndose en la segunda propiedad de su estación de televisión. Durante las décadas de 1980 y 1990, TBN compró estaciones de televisión independientes adicionales y firmó con nuevas estaciones en los Estados Unidos; la compra de las estaciones existentes se realizó con el fin de obtener transporte de cable, debido a las reglas de transporte obligatorio de la Comisión Federal de Comunicaciones (FCC). La disponibilidad de TBN finalmente se expandió al 95% de los hogares estadounidenses a principios de 2005. 
La misión declarada de TBN es "Utilizar todos los medios disponibles para llegar a tantas personas y familias como sea posible con el evangelio de Jesucristo que cambia vidas".
En 2015, Matthew Crouch, el hijo de Paul Crouch, se convirtió en presidente del canal de televisión.

## Grupo
TBN tiene 30 canales cristianos alrededor del mundo.

## Medios de difusión
TBN posee 35 estaciones de televisión de alta potencia que prestan servicios a áreas metropolitanas más grandes de los Estados Unidos; En su apogeo, la red también poseía 252 estaciones de televisión de baja potencia, que se mezclan entre estaciones que prestan servicios a ciudades medianas y estaciones de traducción rurales para maximizar el alcance de la red tanto como sea posible. TBN también tiene varios cientos de estaciones afiliadas en todo Estados Unidos, aunque solo 61 de ellas son estaciones UHF o VHF de potencia completa; el resto son estaciones de baja potencia, que requieren que un espectador esté a varias millas del transmisor para recibir la señal. Según TVNewsCheck, TBN era el tercer grupo de estaciones de televisión por aire más grande del país en 2010, superando a los grupos de estaciones de CBS, Fox y NBC, pero detrás de Ion Media Networks y Univision Communications . 
Muchas de las estaciones de TBN son propiedad absoluta del ministerio, mientras que otras son propiedad de la subsidiaria Community Educational Television, con el fin de poseer estaciones que TBN no puede adquirir directamente debido a los límites de propiedad de la FCC (que restringen a las empresas de poseer estaciones con un alcance de mercado combinado de 39% de los Estados Unidos), o se asignan para uso educativo y requieren programación adicional para cumplir con el propósito de la licencia. La programación de TBN está disponible de forma predeterminada a través de un canal nacional distribuido a los proveedores de cable y satélite en los mercados sin una estación de TBN local (esto contrasta con las principales redes comerciales, que según las regulaciones de la FCC, permiten a los proveedores importar una estación de propiedad y operada o afiliada de un mercado cercano si no existe una filial local por aire).
En todo el mundo, los canales de TBN se transmiten en 70 satélites y más de 18.000 afiliados de televisión y cable. Las redes TBN también se transmiten en vivo por Internet a nivel mundial;  la red también ofrece programas seleccionados archivados bajo demanda, a través del sitio web y servicios selectos de IPTV. TBN también ofrece aplicaciones móviles que están disponibles en iTunes Store y Google Play, que brindan a los usuarios acceso a transmisiones en vivo casi en tiempo real de TBN y sus canales, así como al canal de curación en árabe. y Nejat TV en persa. 
Durante 2010, citando problemas económicos y falta de donaciones, TBN cerró y vendió muchos de sus repetidores de televisión de baja potencia. De ellos, 17 se vendieron a otra cadena de televisión cristiana, Daystar. El 13 de abril de 2012, TBN vendió 36 de sus traductores a Regal Media, un grupo de radiodifusión encabezado por George Cooney, director ejecutivo de EUE / Screen Gems. 
Otros 151 traductores fueron donados al Minority Media and Television Council (MMTC), una organización diseñada para preservar la igualdad de oportunidades y los derechos civiles en los medios de comunicación; MMTC luego vendería 78 de estos traductores a Luken Communications, empresa matriz de Retro Television Network.  Cuatro traductores más en Dothan, Alabama; Kirksville, Misuri; Jonesboro, Arkansas; y Jackson, Tennessee fueron vendidos por MMTC a New Moon Communications, con la intención de convertirlos en afiliados de NBC. Sin embargo, en septiembre de 2012, Luna Nueva puso a la venta estos cuatro traductores. Sólo Gray Television compraría un transmisor en Dothan, que se convirtió en WRGX-LD, filial de NBC; las licencias en Ottumwa (KUMK-LP)  y Jackson (WZMC-LP) se cancelarían más tarde  (la filial de NBC en Jackson, WNBJ-LD, opera con una licencia diferente). Su transmisor Jonesboro, KJNE-LP, permaneció en silencio pero con una licencia activa; sin embargo, el afiliado de ABC de ese mercado, KAIT, terminó obteniendo la afiliación de NBC a través de un subcanal. KJNE-LP terminó convirtiéndose en una estación de traducción de la afiliada de Fox, KJNB-LD. Otras 44 de las licencias que fueron donadas por TBN al MMTC serían canceladas el 1 de diciembre de 2011 por permanecer en silencio durante más de un año. 
El 22 de octubre de 2012, TBN adquirió WRBJ-TV en Jackson, Mississippi de Roberts Broadcasting. Tras la aprobación de la FCC y el tribunal de quiebras el 17 de enero de 2013, TBN asumió oficialmente el control operativo de WRBJ el 24 de mayo de 2013, abandonando toda la programación de la red secular y The CW y convirtiéndola en un satélite de tiempo completo de TBN (la red anteriormente estaba disponible en el área de Jackson en WJKO-LP , que luego se vendió a Daystar). 
El 8 de julio de 2013, TBN anunció una afiliación con la estación religiosa Miracle Channel de Lethbridge, Alberta, Canadá; Como parte del acuerdo, Miracle Channel agregó algunos de los programas insignia de TBN, incluidos Praise The Lord y Behind The Scenes, mientras que TBN recogió los programas que se muestran en Miracle Channel, incluidos los servicios de Springs Church (de los cuales el CEO de Miracle Channel, Leon Fontaine, es un pastor) y The Leon Show en The Church Channel. También se anunciaron planes para que Fontaine se convierta en un presentador regular de Alabanza al Señor y cuatro episodios por año que se originen en Canadá, y para que Miracle Channel y TBN coproduzcan un nuevo programa semanal. 

### Televisión digital
Las señales de las estaciones de televisión de TBN se multiplexan en subcanales digitales, que transportan redes adicionales operadas por la organización. Estos subcanales suelen incluir:
- Hillsong Channel (DT2), una empresa conjunta con la Iglesia Hillsong de Australia (anteriormente conocida como The Church Channel), presenta una programación centrada en sus servicios, eventos y música.
- Smile (DT3), un canal que transmite programación cristiana para niños.
- TBN Enlace USA (DT4), una transmisión localizada de la emisora cristiana en español Enlace, con sede en Costa Rica.
- Positiv (DT5), canal que transmite películas cristianas.

### España
En España hay una cadena de TV llamada TBN España que actúa como el canal de TV oficial de Federación de Entidades Religiosas Evangélicas de España y Alianza Evangélica Española; entre otras iglesias participan: Iglesia evangélica española, Reconcíliate con Dios, etcétera.
Este canal emite casi todo el día programación proveniente de Enlace TV y TBN, a unas horas programación propia, toda de carácter cristiano protestante.
Su versión en prensa es: Actualidad Evangélica.
Su versión en radio es: Radio Encuentro - Radio Cadena de Vida, a unas horas emite programación propia y el resto del día programación proveniente de Trans World Radio.

## Programación

### Descripción general
TBN produce una variedad de programas cristianos originales, como conciertos de música gospel, cobertura en vivo de los principales eventos cristianos, programas de entrevistas, programas de salud / acondicionamiento físico / nutrición con médicos de familia cristianos, programas para niños, videos musicales cristianos contemporáneos, series de enriquecimiento matrimonial, especiales de vacaciones. Dramas cristianos y películas de larga duración orientadas a la familia. 
El programa insignia de la red, Alabado sea el Señor, tuvo originalmente dos horas de duración y fue presentado por los fundadores de TBN, Paul y Jan Crouch. Hoy, el programa de noventa minutos es presentado por varios presentadores regulares, incluido el presidente de TBN Matt Crouch y su esposa Laurie Crouch, y presentadores invitados ocasionales. Presenta entrevistas con celebridades, ministros y laicos que discuten temas basados en la fe y su relación personal con Dios; así como actuaciones musicales de gospel y artistas cristianos contemporáneos. El formato Alabanza al Señor se otorga a las estaciones y afiliadas que pertenecen y son operadas por TBN para cumplir con las pautas de contenido de asuntos públicos.

#### Programación infantil
TBN ejecuta un bloque de programas para niños bajo el lema "Smile" los sábados de 8 a 10 a. m. y de 11 a. m. a 2 p. m. hora del este. Los programas presentados como parte de la programación, que también se transmiten en la red Smile de TBN, están destinados a cumplir con los requisitos de programación de E / I según la Ley de Televisión Infantil de la FCC; estos van desde programas contemporáneos (como VeggieTales y 3-2-1 Penguins!), series clásicas (como Davey y Goliath ) y originales de TBN (como iShine Knect y Mary Rice Hopkins & Puppets with a Heart).

#### Espectáculos programados regularmente
- Cruzadas clásicas de Billy Graham
- Cambiando tu vida con Gregory Dickow
- Cambiando su mundo con Creflo A. Dollar
- Destinado a reinar con Joseph Prince
- Fin de la era con Irvin Baxter, Jr.
- Equipar y empoderar con Christine Caine
- Disfrutando de la vida cotidiana con Joyce Meyer
- La verdad del evangelio con Andrew Wommack
- Grace con Max Lucado
- Cosecha con Greg Laurie
- Hora de poder
- En contacto con el Dr. Charles Stanley
- Ministerios Joel Osteen
- John Hagee hoy
- Conexión del Reino con Jentezen Franklin
- Liderando el camino con Michael Youssef
- La vida hoy con James Robison
- Prueba de vida con Beth Moore
- Manna-Fest con Perry Stone
- El toque de alfarero con el obispo TD Jakes
- Power Point con Jack Graham
- Alabanza (programa insignia; varios anfitriones)
- The 700 Club (presentado por Pat Robertson)
- Tocando vidas con el Dr. James Merritt
- Punto de inflexión con David Jeremiah
- Paseo ganador con Ed Young Sr.

#### Personalidades notables que aparecen en TBN
- Carl Baugh
- AR Bernard
- James Brown (comentarista deportivo)
- Kirk Cameron
- Francis Chan
- Terry Crews
- Louie Giglio
- Franklin Graham
- MC Hammer
- Mike Huckabee
- Mike Rowe
- Max Lucado
- Jay Sekulow
- Michael W. Smith
- Andy Stanley
- Charles Stanley
- Tim Tebow
- Tye Tribbett

#### Películas
Desde 2009, TBN ha transmitido largometrajes de temática religiosa y / o inspiradora; estas películas se transmiten principalmente los fines de semana por la noche (con películas basadas en historias bíblicas que se transmiten con mayor frecuencia los domingos), con películas más contemporáneas, que a menudo incorporan lecciones morales, lecciones basadas en la fe o una combinación de las mismas, y están comúnmente dirigidas a audiencias jóvenes los sábados por la noche como parte del bloque de "vista previa" de los programas de televisión de JUCE de la cadena y de manera intermitente de lunes a viernes durante las últimas horas de la tarde y durante la noche.
Las películas producidas por o para TBN incluyen The Revolutionary y The Revolutionary II (basada en la vida de Jesús); El Emisario (una película sobre la vida del apóstol Pablo ); El Código Omega y su secuela Megiddo: El Código Omega 2; Carman: el campeón; Cambiador de tiempo; y Six: The Mark Unleashed (protagonizada por Stephen Baldwin y David AR White). Algunas de estas películas fueron producidas por Gener8Xion Entertainment, TBN's Hollywood, California. Estudio cinematográfico cristiano con sede en Londres, que fue cofundado por Matt y Laurie Crouch.
TBN también transmite películas de otras productoras en su cadena principal y algunas de sus cadenas hermanas (en particular, JUCE TV y Smile of a Child TV en los EE. UU.). Una película notable fue La pasión de Cristo, que tuvo su estreno en televisión en TBN de 17 de abril de 2011. TBN presenta la película con gran parte de la violencia gráfica incluida (debido a su descripción de los acontecimientos que conducen e incluyendo la crucifixión de Jesucristo como se ilustra en las enseñanzas bíblicas); como resultado, TBN asignó una calificación de "TV-MA-V" a la película, una rareza para muchas cadenas cristianas. 

## TBN HD
El 15 de diciembre de 2009, Trinity Broadcasting Network se convirtió en la primera red de televisión cristiana en transmitir completamente en alta definición. Sin embargo, hasta 2018 solo se transmitía en HD la señal nacional por cable-satélite; Las estaciones de transmisión de propiedad y operación de TBN no estaban equipadas para permitir transmisiones HD debido en parte a las limitaciones de ancho de banda causadas por su transporte obligatorio de cinco subcanales en una sola señal de transmisión y la falta de un multiplexor moderno a nivel del transmisor, lo que no permite el control maestro de TBN desde el envío de la alimentación principal en alta definición o definición estándar de pantalla ancha (esto es en comparación con Ion Media Networks, que ofrece de cinco a seis servicios multiplex en la mayoría de sus estaciones, incluida su red insignia Ion Television, que se transmite en alta definición); la alimentación de la red principal de TBN se transmite en definición estándar por las estaciones de propiedad y operadas y las afiliadas. Por lo tanto, la programación de pantalla ancha en los servicios de transmisión de TBN se ofreció por aire en un formato de imagen 4:3 en formato de buzón, aunque se ofrecen en sus formatos nativos en los servicios de televisión de pago e IPTV (incluido el reproductor de medios digitales y móviles de TBN), aplicaciones, esta última requiere autenticación de correo electrónico y una suscripción a la lista de correo de la red a partir de junio de 2018). En algún momento de 2018, algunas estaciones inalámbricas de TBN actualizaron su alimentación principal y segundo subcanal a 720p HD, donde estuviera disponible y / o técnicamente posible.

## Iniciativas caritativas y humanitarias

### Fundación Smile of a Child
La Fundación Smile of a Child es un ministerio centrado en la compasión, fundado en 2005 por el cofundador de TBN, Jan Crouch, inicialmente como un vehículo para llegar a los niños de Haití, proporcionando alimentos, atención médica, juguetes y ayuda en casos de desastre a las personas necesitadas. Crouch tiene más de 20 años de participación personal con el país insular, habiendo establecido un hospital infantil, un orfanato y una escuela en Haití. TBN gastó millones en donaciones y otros fondos en estos proyectos humanitarios. 
Después del terremoto de Haití del 12 de enero de 2010, TBN hizo contribuciones inmediatas de $ 100,000 a través de Friend Ships con sede en Lake Charles, Louisiana, lo que acelera la ayuda de emergencia y la experiencia médica en todo el mundo en su flota de buques de carga / ministerios dedicados. Friend Ships se ha asociado con TBN y Smile desde 1992, Paul Crouch donó personalmente un helicóptero Bell 206 Jet Ranger a la organización humanitaria.
En mayo de 2009, las Naciones Unidas recomendaron oficialmente que la Fundación Smile of a Child recibiera un estatus consultivo especial con el Proyecto de Coalición del Consejo Económico y Social para la Democracia. 

### Alivio del huracán Katrina
TBN se asoció con Friend Ships para ayudar a miles de personas y familias afectadas por las inundaciones en Nueva Orleans tras el huracán Katrina en 2005. El cortador de 55 m (180 pies) del grupo, llamado "Hope", zarpó de Lake Charles el 5 de septiembre para Gretna, Louisiana, cerca de Nueva Orleans. "Hope" entregó alimentos, agua y otros suministros necesarios. Los Crouches autorizaron una donación inicial de $ 100,000 específicamente para el esfuerzo de Friend Ships, y también enviaron 10,000 Biblias para su distribución en las áreas afectadas. Jan Crouch dispuso que se enviaran más de 85.000 muñecas y otros juguetes para los niños cuyas familias perdieron sus hogares y posesiones en la tormenta. 

### Segunda oportunidad TBN
TBN Second Chance es un servicio gratuito de programación televisiva de rehabilitación basado en la fe que funciona las 24 horas y tiene como objetivo ayudar a reconstruir las vidas de los presos encarcelados y reducir la reincidencia. Se ofrecen cuatro redes TBN a las cárceles de los EE. UU. Vía satélite, incluido el equipo de recepción satelital gratuito y la instalación en cárceles calificadas y centros de reingreso. 

## Atracciones

### Descripción general
Aparte de su ministerio de televisión, TBN también mantiene varias atracciones que se utilizan como servicios de divulgación. Dos de estos, Trinity Music City y el Centro de Producción Internacional, incluyen teatros especiales de realidad virtual, y se planea construir dos más en Hawái y Jerusalén. Los teatros de 50 asientos cuentan con tecnología de video digital de alta definición y un sistema de audio digital de 48 canales. Los teatros exhiben cuatro producciones originales de TBN Films: The Revolutionary, partes I y II (que retratan la vida y los milagros de Jesucristo); El Emisario (que representa eventos milagrosos del libro de los Hechos y la vida de Pablo) y El Código Omega.

### Trinity Music City
Trinity Music City  es un complejo de entretenimiento en Hendersonville, Tennessee; cerca de Nashville, operado por TBN y sirviendo como estudios para la estación de TBN en el área de Nashville, WPGD-TV. Anteriormente conocido como "Twitty City", la antigua propiedad de la leyenda de la música country Conway Twitty, el complejo incluye el Auditorio Trinity Music City Church de 2.000 asientos, que se utiliza para conciertos, dramas, seminarios y eventos especiales producidos por TBN. Un teatro de realidad virtual de 50 asientos exhibe cuatro producciones originales de TBN Films.

#### Trinity Christian City Internacional
Trinity Christian City International era un complejo en Costa Mesa, California, que servía como sede de TBN y como atracción turística. Presentaba un teatro de realidad virtual de alta definición con un sistema de sonido de 48 canales; El teatro se utilizó para estrenar la película The Revolutionary, producida por TBN Films, que se filmó íntegramente en locaciones de Israel. Trinity Christian City también presentó una recreación de la Vía Dolorosa, la calle de la antigua ciudad amurallada de Jerusalén donde Jesús llevó su cruz al Calvario. El Edificio Conmemorativo Demos Shakarian albergaba los estudios TBN que se veían regularmente en las transmisiones de televisión internacionales. 
El 3 de marzo de 2017, The Christian Media Network anunció que Trinity Christian City International había sido vendida a Greenlaw Partners, porque TBN ahora encuentra su campus "obsoleto". No se reveló el precio de venta. 
El 12 de abril de 2017, se reveló que el precio de venta fue de $ 18,25 millones. 

#### Lake Trinity Estates
Lago Trinidad Estates (anteriormente conocida como Trinidad Torres) es un 11 acres (45.000 m²) RV parque en Hollywood, Florida, situado junto a los estudios de TBN de Miami propiedad de y operados por la estación WHFT-TV. La instalación cuenta con conexiones completas con 30 sitios AMP y ventas de propano. Los huéspedes pueden nadar, pescar, jugar al tejo, petanca, baloncesto y jugar al golf en las cercanías. 

#### Centro de producción internacional
El Centro de Producción Internacional (ubicado junto con las instalaciones de transmisión de la estación KDTX-TV, propiedad y operada por TBN) en el suburbio de Irving, Texas, en Dallas, ofrece recorridos a través de una recreación de la Vía Dolorosa (como se presenta en Trinity Christian City International) y el Teatro de Realidad Virtual, que cuenta con un sistema de sonido de 48 canales. El complejo también cuenta con la atracción turística The Angel Gardens y la Family Christian Store. Algunos programas de TBN, incluido el programa insignia de la cadena, Alabado sea el Señor, también se transmiten desde la instalación. 

#### Experiencia en Tierra Santa
Artículo principal: Experiencia en Tierra Santa
En junio de 2007, TBN compró el parque de aventuras con temática bíblica Holy Land Experience en Orlando, Florida, por $ 37 millones. 

## Controversias

### Teología
Trinity Broadcasting Network había sido objeto de fuertes críticas por su promoción del evangelio de la prosperidad, enseñando a los televidentes que recibirán una recompensa si donan o dan ofrendas. En una entrevista de 2004 con Los Angeles Times, Paul Crouch, Jr. expresó su decepción de que "el evangelio de la prosperidad es un pararrayos para el Cuerpo de Cristo. No es lo que impulsa a TBN". Bajo el liderazgo de Matt Crouch, TBN ya no se adhiere ni practica esa teología, y los cambios de programación como la eliminación de Kenneth Copeland reflejan ese cambio. 
Sin embargo, TBN siempre ha transmitido programación con pastores protestantes que no están en el evangelio de la prosperidad, como el Dr. Charles Stanley, Jack Graham, Franklin Graham, Billy Graham , Michael Youssef, David Jeremiah y Robert Jeffress. El senador Chuck Grassley, presidente del Comité de Finanzas del Senado de los Estados Unidos, ha realizado investigaciones sobre si Dollar o Meyer manejaron mal sus finanzas; no se encontró que ninguno hubiera cometido irregularidades. 

### Riqueza y transparencia
TBN es una empresa sin fines de lucro 501 Charity Navigator, el mayor evaluador de organizaciones benéficas y empresas sin fines de lucro de EE. UU., Ha evaluado la divulgación completa de los estados financieros de TBN. de cuatro estrellas debido a un aumento del 2% en los costos administrativos en 2009; el informe también reveló que para el año fiscal que finalizó en diciembre de 2009, el presidente de TBN, Paul Crouch, Sr. ganó $ 419.500; el co-vicepresidente Jan Crouch ganó $ 361.000; y el co-vicepresidente Paul Crouch, Jr. ganó $ 214.137. TBN se encuentra actualmente en estado de Asesor de donantes con Charity Navigator. 
Otro grupo de vigilancia de caridad, Ministry Watch, le dio a TBN una "F" en 2011 por no proporcionar estados financieros, falta de puntualidad en responder a la correspondencia y falta de claridad en la información proporcionada. Como resultado, TBN se incluyó en la lista de alerta del grupo anualmente desde 2009. 
La información financiera anual de TBN es monitoreada por Chronicle of Philanthropy, donde ocupa el puesto 243 de las 400 corporaciones sin fines de lucro más importantes de los Estados Unidos. TBN no es miembro del Consejo Evangélico de Responsabilidad Financiera .
En 2011, Paul Crouch, Jr. renunció a su cargo de co-vicepresidente de TBN. El 10 de noviembre de ese año, Crouch, Jr. se unió a The Word Network como su Director de Desarrollo de Proyectos. 
En febrero de 2012, Brittany Koper, ex directora de finanzas de TBN (y nieta de Paul Sr. y Jan Crouch), presentó una demanda contra sus antiguos abogados, Davert & Loe. Los tres cargos de la denuncia fueron por incumplimiento de deberes fiduciarios, infligir intencionalmente angustia emocional y negligencia profesional. En esta demanda, Koper alegó que TBN distribuyó ilegalmente más de $ 50 millones a los directores del ministerio. Koper presentó la demanda tras la terminación de su empleo con TBN. Davert & Loe, que también representó a TBN, negó sus afirmaciones. La demanda de Koper contra Davert & Loe está pendiente; no se ha dictado sentencia judicial oficial al respecto. En una entrevista de mayo de 2012 con The New York TimesKoper afirmó: "Mi trabajo como director de finanzas consistía en encontrar formas de etiquetar los gastos personales extravagantes como gastos del ministerio". Koper alegó que la red hizo que ella, choferes e ingenieros de sonido fueran ordenados ministros para evitar pagar impuestos al Seguro Social sobre sus salarios. 

### Demandas
En septiembre de 2004, Los Angeles Times informó que Paul Crouch había pagado al ex empleado de TBN Enoch Lonnie Ford un acuerdo formal de $ 425,000 para poner fin a una demanda por despido injustificado en 1998. Ford alegó que él y Crouch tuvieron una cita homosexual durante su empleo con el Ministerio. funcionarios de TBN reconocieron el acuerdo, pero cuestionaron la credibilidad de Ford, señalando que había sido condenado anteriormente por abuso de drogas y abuso de menores. En 1996, Ford fue despedido por TBN después de que lo arrestaran por delitos relacionados con las drogas y lo regresaran a prisión por un año. Ford supuestamente amenazó con demandar a TBN por despido injustificado y acoso sexualdespués de que la red se negó a contratarlo después de su liberación, lo que resultó en sus reclamos contra Crouch. Los funcionarios de TBN declararon que el acuerdo se hizo para evitar una demanda larga y costosa. 
A fines de 2003, Ford intentó extorsionar a Crouch, amenazando con publicar un manuscrito autobiográfico de su presunta aventura si TBN no compraba el documento por $ 10 millones. En octubre de 2004, el juez Robert J. O'Neill otorgó a Crouch $ 136,000 en honorarios legales que Ford pagaría por su violación de los términos del acuerdo conciliatorio, específicamente la prohibición de discutir los detalles del acuerdo. El 15 de marzo de 2005, Ford apareció en la serie de telerrealidad de PAX TV Lie Detector para que le hicieran una prueba de polígrafo; los resultados de la prueba nunca se difundieron ni se hicieron públicos. 
En junio de 2012, el Registro del Condado de Orange informó que Carra Crouch, nieta de Paul y Jan Crouch, alegó en una demanda que había sido violada por un empleado de TBN cuando tenía 13 años. Carra afirmó haber sido abusada sexualmente mientras se hospedaba en un hotel de Atlanta durante el "Spring Praise-a-Thon" de TBN en 2006. También afirmó que Jan Crouch y el abogado de TBN John Casoria la culparon por el incidente, pero acordaron no hacerlo. Entregue al empleado despedido a las autoridades si no solicitó beneficios por desempleo, compensación laboral o EEOC. El abogado de TBN, Colby May, "negó con vehemencia" las afirmaciones de Carra. En 2017, un año después de la muerte de Jan Crouch, un jurado otorgó a Carra $ 2 millones en daños por "sufrimiento mental", pero descubrió que Jan no había actuado como "miembro del clero del Trinity" y, por lo tanto, no estaba legalmente obligada a denunciar el asalto. 

### Prevención de programas debido a críticas a otras religiones
El programa International Intelligence Briefing del erudito en profecía bíblica Hal Lindsey , que ocasionalmente transmitía segmentos de comentarios que criticaban a los musulmanes y al islam, se transmitió en TBN de 1994 a 2005. En diciembre de 2005, TBN se adelantó al programa durante todo el mes. Lindsey acusó a la red de censura y dijo que "algunos en la red aparentemente sienten que mi mensaje es demasiado pro Israel y demasiado antimusulmán". Paul Crouch emitió un comunicado de prensa indicando que el programa sólo se adelantó para la programación navideña, pero finalmente admitió que la gerencia de TBN estaba preocupada porque Lindsey Árabes bajo una luz negativa. Lindsey renunció a TBN el 1 de enero de 2006, cancelando efectivamente el Informe de Inteligencia Internacional. Sin embargo, un año después, Crouch y Lindsey se reconciliaron y un nuevo programa, The Hal Lindsey Report, se estrenó en la red. 
En junio de 2011, TBN se negó a retransmitir un episodio de Jack Van Impe programa semanal 's Presentes Jack Van Impe, en el que el evangelista criticó pastores Rick Warren y Robert Schuller por participar en interreligiosa conferencias junto a los líderes musulmanes. Tanto Warren como Schuller negaron las acusaciones. Paul Crouch defendió la decisión de TBN, afirmando que estaba en contra de la política de la red que las personalidades se atacaran entre sí en el aire (Schuller tenía un programa regular en TBN). Como resultado, Jack Van Impe Ministries anunció que ya no transmitiría el programa de Van Impe en TBN.

### Viaja por la carreteraen Afganistán
TBN produce y transmite el reality show cristiano Travel the Road, que presenta a los misioneros Tim Scott y Will Decker en lugares remotos y, a menudo, devastados por la guerra. En diciembre de 2008, el programa atrajo críticas de la Military Religious Freedom Foundation (MRFF), un grupo de vigilancia que busca la discriminación religiosa en el ejército de los Estados Unidos, que afirmó que Scott y Decker estaban integrados con las tropas estadounidenses estacionadas en Afganistán.. Según el presidente del MRFF, Mikey Weinstein, el ejército ejerce una "prohibición completa del proselitismo de cualquier religión, fe o práctica... Ves [a Scott y Decker] con cascos estadounidenses. Es obvio que estaban completamente integrados". Cuando ABC News se puso en contacto con el Ejército de Estados Unidos en Afganistán sobre la supuesta incrustación de Scott y Decker, que había tenido lugar cuatro años antes, dijeron que ya no tenían la documentación del estado de los misioneros con las tropas. 
Scott defendió el viaje a Afganistán y le dijo a ABC: "No era como si estuviéramos escondidos en la parte de atrás diciendo que íbamos a predicar. [Los militares] sabían lo que estábamos haciendo. Les dijimos que habíamos nacido de nuevo cristianos, estamos aquí haciendo ministerio, filmamos para esta estación de televisión y queremos integrar y ver cómo era. Estábamos entrevistando a los capellanes y hablamos con ellos. Hablamos en los servicios y cosas así. Así que hicimos nuestra misión estar allí en cuanto a poder documentar lo que atraviesan los soldados, cómo es en Afganistán. Así que podría decir que estábamos en una misión secular, además de documentar. Yo diría que éramos reporteros de noticias como bueno, estábamos dando noticias de lo que realmente estaba sucediendo allí, pero también estábamos allí para documentar el lado cristiano". Scott argumentó que, dado que la pareja actuaba como periodistas cristianos, tenían el mismo derecho a cubrir la guerra en Afganistán que las redes seculares.

## Premios y honores
- 2008: Sello de aprobación de entretenimiento del Parents Television Council